# Banie Mazurskie (gmina)
Banie Mazurskie – gmina wiejska w województwie warmińsko-mazurskim, w powiecie gołdapskim. W latach 1975–1998 gmina położona była w województwie suwalskim; w latach 1999–2001 wchodziła w skład powiatu giżyckiego.
Siedziba gminy to Banie Mazurskie.
Według danych z 30 czerwca 2004 gminę zamieszkiwały 4033 osoby. Natomiast według danych z 31 grudnia 2019 gminę zamieszkiwało 3671 osób.

## Struktura powierzchni
Według danych z roku 2002 gmina Banie Mazurskie ma obszar 205,02 km², w tym:
- użytki rolne: 58%
- użytki leśne: 30%

Gmina stanowi 26,56% powierzchni powiatu.

## Demografia

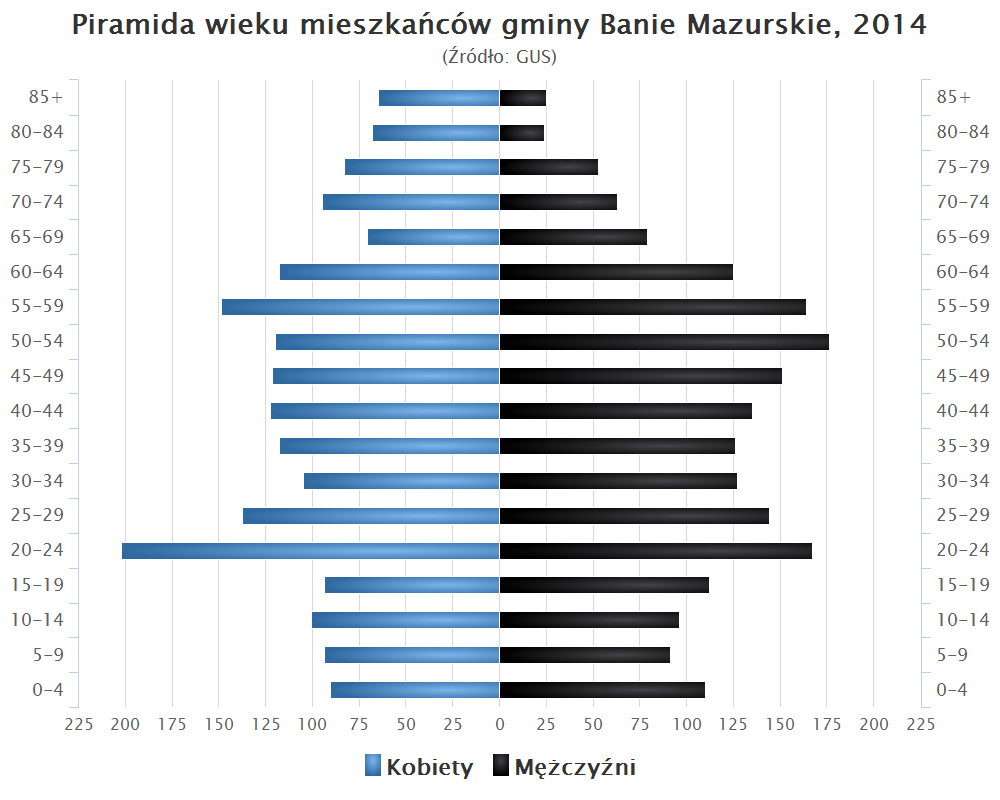
Piramida wieku mieszkańców gminy Banie Mazurskie w 2014 roku

Dane z 30 czerwca 2004:
| Opis                              | Ogółem | Ogółem | Kobiety | Kobiety | Mężczyźni | Mężczyźni |
| --------------------------------- | ------ | ------ | ------- | ------- | --------- | --------- |
| jednostka                         | osób   | %      | osób    | %       | osób      | %         |
| populacja                         | 4033   | 100    | 2026    | 50,2    | 2007      | 49,8      |
| gęstość zaludnienia (mieszk./km²) | 19,7   | 19,7   | 9,9     | 9,9     | 9,8       | 9,8       |

## Ochrona przyrody
Na terenie gminy znajdują się trzy pomniki przyrody:
| Nr | Lokalizacja                               | Nazwa                     | Obwody  | Nr ew. | Akt prawny                                         |
| 1. | Lisy (powiat gołdapski)                   | głaz narzutowy            | 610 cm  | 87     | Dz. Urz. WRN w Białymstoku Nr 9, poz. 84 z 1969 r. |
| 2. | Rogale leśnictwo Janki oddz. 28i          | głaz narzutowy „Skalich”  | 1140 cm | 933    | Dz. Urz. Woj.Warm-Maz. Nr 71, poz. 1204, 1999 r.   |
| 3. | Skaliszkiejmy leśnictwo Rogale oddz. 345j | głaz narzutowy „Angerapp” | 1620 cm | 934    | Dz. Urz. Woj.Warm-Maz. Nr 71, poz. 1204, 1999 r.   |

## Sołectwa
Banie Mazurskie, Dąbrówka Polska, Grodzisko, Gryżewo, Jagiele, Jagoczany, Kierzki, Lisy, Miczuły, Mieduniszki Małe, Obszarniki, Rogale, Sapałówka, Skaliszkiejmy, Surminy, Ściborki, Wróbel, Zawady, Ziemiany, Żabin.

## Pozostałe miejscowości
Antomieszki, Audyniszki, Biały Dwór, Borek, Brożajcie, Budziska, Czupowo, Dąbrówka Polska (osada), Grunajki, Janki, Jeglewo, Kiermuszyny Małe, Kiermuszyny Wielkie, Klewiny, Kruki, Kulsze, Liski, Maciejowa Wola, Mieczkówka, Mieczniki, Mieduniszki Wielkie, Nowiny, Radkiejmy, Rapa, Różanka-Dwór, Stadnica, Stare Gajdzie, Stary Żabin, Szarek, Śluza, Ustronie, Węgorapa, Widgiry, Wólka, Zakałcze Wielkie, Zapały, Zielony Lasek, Ziemianki, Żabin Graniczny, Żabin Rybacki.

## Sąsiednie gminy
Budry, Gołdap, Kowale Oleckie, Kruklanki, gmina Pozezdrze. Gmina sąsiaduje z Rosją.